# NGC 4672
NGC 4672 este o galaxie spirală situată în constelația Centaurul. A fost descoperită în 8 iunie 1834 de către John Herschel. Se află la o distanță de 38,19 de megaparseci de Pământ.